# 垣内剛
垣内 剛（かきうち たけし、1944年4月15日-）は、日本の実業家。西日本旅客鉄道株式会社（JR西日本）元代表取締役社長。

## 人物
大阪府出身。大阪府立北野高等学校を経て、1969年に東京大学法学部第2類（公法コース）を卒業し、日本国有鉄道入社。
2003年からJR西日本社長を務めていたが、2005年のJR福知山線脱線事故の責任を取り、2006年 取締役兼執行役員に降格。2007年から取締役を退任し顧問を務めていた。事故後は、遺族らとともに悲嘆についての聖トマス大学（当時、2015年閉学）の公開講座に参加するなど深く反省を示していた。2009年 山崎正夫社長（当時）が記者会見で、歴代社長の事故への責任を明確化するために顧問契約を解消し、南谷昌二郎顧問同様、8月1日付で嘱託となることを明らかにした。2009年10月22日 神戸第一検察審査会は、起訴すべきだとする「起訴相当」を議決。同年10月23日航空・鉄道事故調査委員会（現運輸安全委員会）の情報漏洩問題に関して、委員2人に接触していた事実が発覚した。2010年4月23日に、強制起訴された。これを受けてJR西日本本社前で記者会見し、「心からおわびを申し上げます」と述べた。

## 略歴
- 1969年 東京大学法学部第2類（公法コース）卒業[1]、日本国有鉄道入社
- 1987年 西日本旅客鉄道経営企画室長
- 1993年 同社取締役
- 2000年 同社常務取締役
- 2001年 同社代表取締役副社長兼執行役員東京本部長
- 2003年 同社代表取締役社長
- 2005年4月25日 社長在任中にJR福知山線脱線事故発生
- 2006年 同社取締役兼執行役員（補償交渉担当）。福知山線脱線事故の責任を取り降格。
- 2007年 取締役退任、顧問就任（被害者担当）
- 2009年 顧問退任、嘱託（特命担当)
- 2009年10月22日 神戸第一検察審査会は、起訴すべきだとする「起訴相当」を議決[3]。
- 2009年12月4日 不起訴となるが、審査会は、自動的に再審査に入る。[6]
- 2010年3月26日 神戸第一検察審査会が再び「起訴相当」を議決したため、強制起訴が確定し、裁判所の指定する弁護士が検察官に代わって起訴し、公判が始まることとなった。
- 2010年4月23日 在宅強制起訴される。
- 2017年6月13日 最高裁判所第2小法廷は上告を棄却。これにより無罪が確定した。